# 通衢镇
通衢镇是中国广东省河源市龙川县下辖的一个镇，位于龙川县的东南部。全镇总面积100.7平方公里，下辖2个社区17个村，总人口3.5万人。通衢镇为古官道要冲，北宋时在该镇设有驿站。目前，205国道和梅河高速公路横贯全镇。

## 行政区划
通衢镇下辖以下村级行政区划单位
通衢社区、锦归社区、梅城村、广福村、梅东村、双寨村、旺茂村、寨背村、旺宜村、华城村、葛藤村、儒南村、华新村、玳瑁村、玳峰村、太楼村、高湖村、锦太村和锦归村。